# O Funeral do Patrão
O Funeral do Patrão (1975) é um filme de longa-metragem de Eduardo Geada, uma das primeiras obras de ficção do cinema militante português, género amplamente explorado em Portugal na década de setenta, em particular no documentário.
Estreia em Lisboa no cinema Universal, a 19 de Junho de 1976

## Sinopse
Em consequência de uma greve numa fábrica cujo dono decide descontar um terço do salário dos trabalhadores para comprar máquinas e fazer face à concorrência, estes vêem-se perante a séria ameaça da repressão policial. Decidem então empreender novas formas de luta, mediante uma narrativa em que põem a nu a exploração e opressão de que são vítimas.

## Enquadramento histórico
Com a Revolução dos Cravos, no dia 25 de Abril de 1974, abrem-se portas para uma renovação social em que dominam a liberdade de expressão e as lutas das classes mais desfavorecidas. Acredita-se que o socialismo deixa de ser uma utopia e que os progressos que a ele conduzem serão irreversíveis.
É neste «processo revolucionário em curso», o PREC, que se empenham também a maior parte dos «trabalhadores do cinema» que, individual ou colectivamente, produzem obras marcantes com forte pendor interventivo, em particular no documentário. O Funeral do Patrão é uma das primeiras dessas obras, com a particularidade de ser uma ficção.
Obra singular no panorama do cinema português, O Funeral do Patrão é uma contundente sátira politica que concilia os métodos de representação da revista à portuguesa com a tradição da commedia dell'arte, que anima as melhores experiências teatrais de Dario Fo, entre outros. Um grupo de operários da cintura industrial de Lisboa, no pós 25 de Abril, decide improvisar uma acção de agitação teatral servindo-se de um velho coreto de bairro como palco dos seus ensaios. Os operários da ficção transformam-se assim em actores que assumem as diversas máscaras de tipos sociais facilmente reconhecíveis. Este processo de distanciação, baseado no principio do teatro dentro do teatro, afasta o filme de qualquer justificação realista ou psicológica para encenar o processo revolucionário como um mera parodia de alcance simbólico. Neste filme, a obra de Dario Fo - que viria a ser galardoada com o Prémio Nobel da Literatura em 1997 - foi pela primeira vez dada a conhecer ao público português.

## Elenco
- Ângela Ribeiro
- António Rama
- Artur Semedo
- Carlos César
- Io Appolloni
- Lia Gama
- Luís Lello
- Mário Viegas
- Orlando Costa
- Santos Manuel

## Ficha técnica
- Obra original – Dario Fo
- Adaptação – Eduardo Geada
- Realizador – Eduardo Geada
- Produção – RTP
- Rodagem – Verão de 1975
- Director de produção – Artur Semedo
- Fotografia – José Luís Carvalhosa
- Assistente de imagem – Alexandre Gonçalves
- Director de som – Carlos Alberto Lopes
- Género – ficção política (cinema militante)
- Formato – 16 mm cor
- Duração – 89’
- Distribuição – Animatógrafo
- Estreia –  cinema Universal, a 19 de Junho de 1976

## Artigos relacionados
- A Santa Aliança (ver enquadramento histórico)

- Os Demónios de Alcácer Quibir (ver enquadramento histórico)

- A Confederação (ver enquadramento histórico)